# Ranakpur
Ranakpur je malé místo v distriktu Pali v indickém státu Rádžasthán. Je známý především díky asi největší a nejbohatěji zdobené skupině džainistických chrámů v Indii, které pochází z 15. století.

## Poloha
Ranakpur leží ve výšce 486 metrů v lesnatém údolí na západ od pohoří Aravalii, 10 km jižně od malého města Sadri na trase mezi Džódpurem a Udajpurem. Nejbližší železniční stanicí je Falna, přibližně 30 kilometrů na západ. Díky turistické atraktivitě se v místě nachází několik hotelů a také odpovídající ubytování pro džainistické poutníky. Turisticky známější je asi spíše skupina chrámů Dilwara, která stojí už od 11. století na vrcholu 1300 metrů vysoké Horynu v pohoří Aravalli.

## Historie

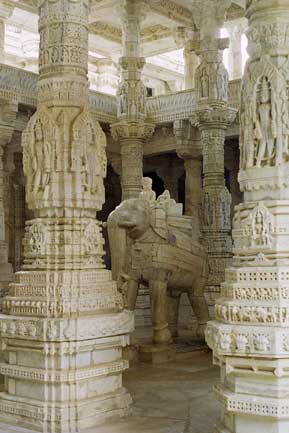
Mramorový slon uvnitř chrámu Adinatha

Zejména pro Džainy ze severu Indie, kteří žijí převážně v Gudžaratu a Rádžasthánu, jsou některé hory posvátné – jsou vyhrazovány jednomu z Tirthankarů, což jsou bájní předci zakladatele džainského náboženství Mahavira. Přibližně ve 2. století před naším letopočtem bylo město Mathura severoindickým centrem džainismu. Od 12. století se tato víra stala v Gudžaratu hlavním náboženstvím a omezený dopad měla i na sousední Rádžasthán. Bylo to období rozkvětu džainistických chrámů. Během dalších století došlo k mnoha muslimským výbojům, velké množství džainistických chrámů bylo zničeno a jejich znovuobnovení znemožněno. Na počátku 15. století začalo v odlehlých oblastech, jakou je Ranakpur, znovuoživování těchto chrámů, přičemž byly kopírovány stávající architekturní prvky.
Chrámy v Ranakpuru byly založeny díky finanční podpoře tehdejšího ministra financí Rana Kumbha (1433 – 1468), jednomu z mocných rájputských velmožů z klanu Sisodia z Mewaru. Za doby Rana Kumbhyse Mewar mohl, po pádu sultána z Dillí na konci 14. století, rozvinout v mocný a bohatý. Vzniklo tedy mnoho hradů a chrámů, mezi nimi byla roku 1438 započata stavba chrámu ve stylu chaumukha (se čtyřmi tvářemi) v Ranakpuru, jehož stavba trvala 60 let.

## Zajímavá místa
Džinismus nevyvinul žádný specifický architekturní styl. Stavba džainistických chrámů odpovídají tehdejším stavbám hinduistickým, byly ale speciálně upravovány pro potřeby džainistických rituálů.

### Chrám Adinatha

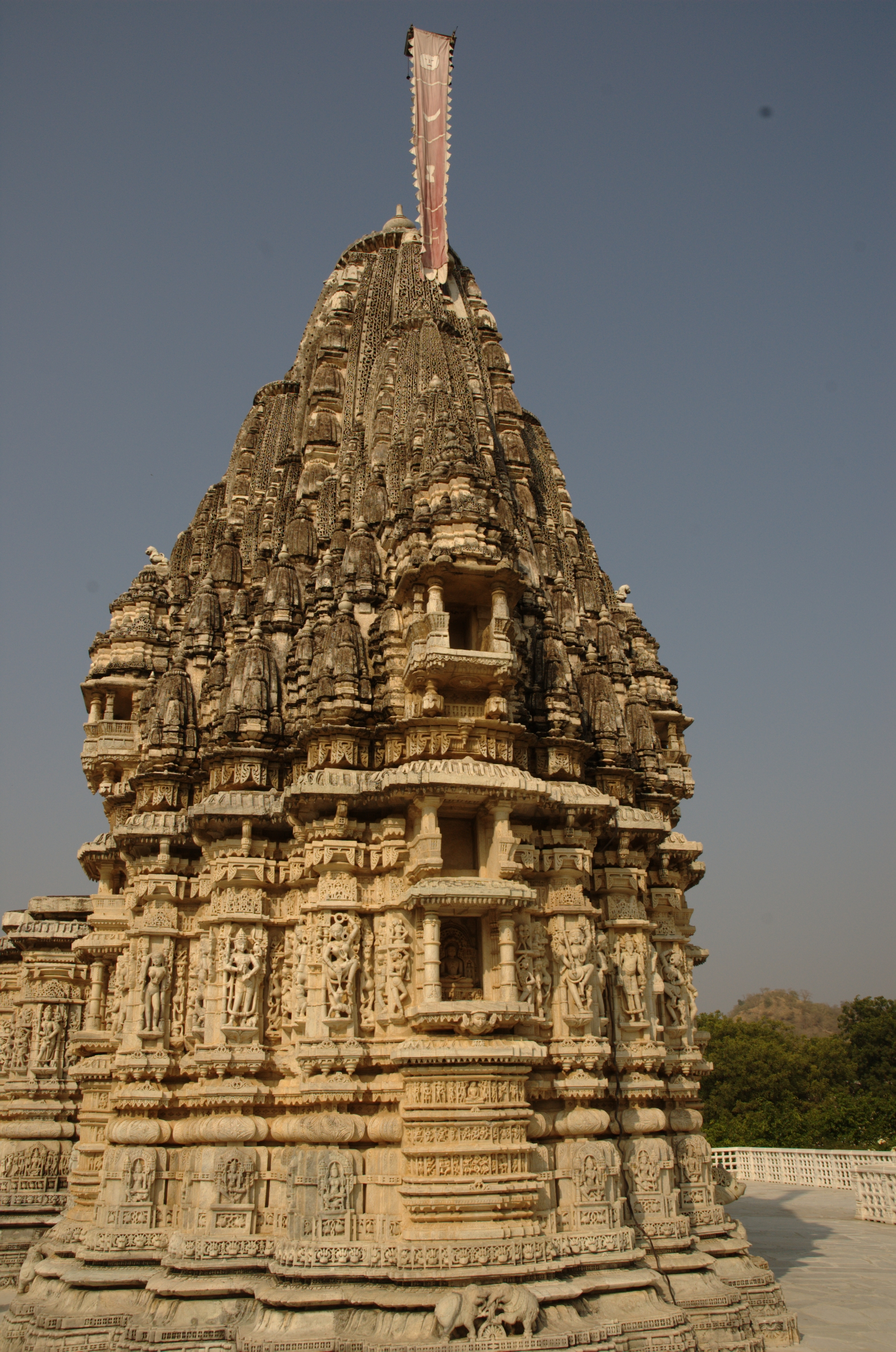
Chrám Parshvanatha s vytesanými erotickými motivy

Uprostřed čtverhranného dvora leží hlavní chrám nazývaný Adinatha, zasvěcený prvnímu z 24 Tirthankarů. Má podobný tvar jako chrám Chaumukha a v jeho středu stojí Tirthankarova socha nesoucí 4 obličeje, každý hledící k obloze. Třípatrová centrální místnost je obklopena otevřenými sloupovými síněmi (Rangamandapa). Hlavní místnost a předsály jsou také obklopeny sloupovím se 78 výklenky pro Tirthankarovy sochy. Základní vnější rozloha chrámu činí 66 x 68 metrů. K tomu patří vstupy na každé straně a celá budova stojí na trochu nakloněném podstavci (terase – Jagati), která u vstupu na jižní straně tvoří vysoký podstavec. Všechny vnitřní portály jsou třípatrové a vypadají jako otevřené balkóny, přístupné po schodech.
Celý chrám je postaven z krémového mramoru a v celém chrámu se nachází 1444 pilířů.

### Chrám Parshvanatha
Pochází z poloviny 15. století je pojmenován po 23. Tirthankarovi. Parshvanatha je považován za historickou osobnost se narodil roku 872 př. n. l. a dosáhl věku rovných 100 let. Chrám má pro severní Indii typickou střešní nástavbu (Shikhara). Uvnitř chrámu se nachází socha z černého kamene, po jejíž hlavě se jako charakteristický znak Parshvanathy plazí vícehlavá kobra. Na všech stěnách jsou velmi pestře vyvedené postavy s erotickými motivy. Vchod do chrámu je obrácen k severu.